# Diego Schwartzman
Diego Schwartzman (født 16. august 1992 i Buenos Aires, Argentina) er en professionel mandlig tennisspiller fra Argentina.